# 2. Cellokonzert (Haydn)
Joseph Haydns Cellokonzert Nr. 2 in D-dur (Hob. VIIb:2) für Cello und Orchester wurde 1783 komponiert und ist eines der wenigen aus der Zeit der reifen „Wiener Klassik“. Im Weiteren sind dies nur noch das D-dur-Klavierkonzert (1782), das berühmte Konzert für die Klappentrompete (1796) und die 1792 in London geschriebene „Concertante“ für vier Soloinstrumente. Seine übrigen überlieferten Solokonzerte – darunter das Cellokonzert in C-dur (Hob. VIIb:1) – gehören in seine Frühzeit, vornehmlich die 1760er Jahre. Haydns Konzerte sind in der Regel Gelegenheitswerke für befreundete Musiker.

## Einordnung
Haydn komponierte das Konzert für den Cellisten Antonín Kraft, der von 1778 bis 1790 Cellist in der Esterhazyschen Kapelle war. Um 1800 teilte er sich mit seinem Sohn Nicolaus den Ruf, der beste Cellist in Wien zu sein. Lange Zeit galt das Werk als nicht authentisch, bis man 1951 das Manuskript mit Haydns Handschrift fand. Es wurde 1837 in Schillings Enzyklopädie fälschlicherweise als Komposition von Anton Krafft ausgegeben. „Mit der Annahme, dass das Werk zwar nicht „von“, aber „für“ Krafft komponiert war, lässt sich die Fehlzuschreibung vielleicht erklären“ (Gerlach).
Das etwa 24-minütige Konzert in D-dur ist kantabler und lyrischer als das vorhergehende erste Cellokonzert in C-dur. Haydn hatte 1781 Wolfgang Amadeus Mozart kennen gelernt, sich mit ihm angefreundet und ausgetauscht und eifrig mit ihm Quartett gespielt. Während Mozart die thematische Arbeit, die Haydn in den Russischen Quartetten op. 33 (1781) entwickelt hatte, in sein weiteres Schaffen übernahm, lernte Haydn von ihm u. a. das „Singende Allegro“ – die kantable Melodik in den schnellen Sätzen. Alle Sätze dieses Cello-Konzertes sind geprägt von einer weichen, geschmeidigen Melodik.
Bis weit ins 20. Jahrhundert hinein wurde das Werk meistens in einer von François-Auguste Gevaert erstellten Fassung aufgeführt. Diese 1890 erschienene romantische Bearbeitung nimmt nicht nur Änderungen an der Instrumentierung vor, sondern verändert auch die Notensubstanz und Struktur des Werkes wesentlich: Weite Passagen im ersten Satz werden ausgelassen oder umgestaltet, im dritten Satz wird eine im Urtext wohl nicht vorgesehene Kadenz eingefügt. Erst gegen Ende des 20. Jahrhunderts setzte sich die Urtext-Fassung des Konzertes durch.

## Gliederung
Das Werk besteht aus drei Sätzen:
1. Allegro moderato (D-Dur)
2. Adagio (A-Dur)
3. Rondo; Allegro (D-Dur)

## Zur Musik
Der erste Satz (Allegro moderato, D-dur, 4/4) ist mit 14 Minuten deutlich länger als die anderen beiden zusammen. Ihm liegt die Sonatenform zugrunde. Die Exposition nimmt mit etwa 6 Minuten fast die Hälfte des Satzes ein und stellt ganz klassisch die beiden Themen nebst einem Epilogmotiv zunächst im Tutti, dann im Solopart vor. Das 1. Thema ist im Prinzip viertaktig angelegt, schließt aber mit einem Augenzwinkern auf der Terz, sodass Haydn die beiden letzten Takte variiert wiederholt, um am Schluss den Grundton zu erreichen, wodurch das Thema sechstaktig wird. Das 2. Thema umfasst vier Takte mit einer Zäsur (Vorhalt mit Pause) in der Mitte. In seinem weichen, anschmiegsamen Duktus ähnelt es dem Hauptthema. Der Solopart ist aufgrund von Figurationen und Tutti-Einwürfen gegenüber dem Tuttipart auf das Doppelte geweitet, statt des Epilogmotivs wird der Schluss des Seitenthemas abgespalten und bereits einem Verarbeitungsprozess unterzogen, bevor das Tutti ritornellartig die Exposition mit Hauptthema, Abspaltung und Epilogmotiv abschließt. Die Durchführung beginnt solistisch mit dem 1. Thema und der Abspaltung des 2. Themas, dann setzt ein modulatorischer Teil mit Quintfallsequenz und zwei episodischen Moll-Motiven ein. Abermals in der Funktion eines Ritornells schließt das Tutti mit einer neuerlichen Quintfallsequenz und dem Epilogmotiv die Durchführung ab. Die Reprise beginnt wieder solistisch mit erstem und zweitem Thema sowie Figurationen. Statt des Epilogs oder einem Tutti-Ritornell setzt die Coda mit einem Dialog von Tutti und Solo ein, wobei das Kopfmotiv des Hauptthemas akklamationsartig dreimal und jeweils um einen Ton erhöht über einem Orgelpunkt erklingt und der Solist dazwischen figuriert. Das Tutti leitet mit dem Epilogmotiv den Schluss ein, wird durch die Kadenz unterbrochen und dann wieder aufgenommen. Danach schließt das Kopfmotiv des Hauptthemas den Satz (wie zuvor schon die Exposition) sinnfällig und wirkungsvoll ab.
Ungewöhnlicherweise ist der zweite Satz ein gut fünfminütiges Rondo (Adagio, A-dur, 2/4). Erwartet würde eher ein dreiteiliger Liedsatz oder eine Variationsform. Der Refrain wird zunächst vom Solisten ganz zart (piano, keine Bläser, kein Kontrabass) und mit parallelen Unterterzen in den Violinen vorgestellt, um dann in der Tutti-Wiederholung dem Thema Nachdruck zu verleihen. Es handelt sich um eine klassische achttaktige Periode, die nach vier Takten mit einem Vorhalt und Halbschluss eine deutliche Zäsur setzt. Das 1. Couplet ist dem Solisten gewidmet, der eine zum Teil etwas figurierte Kantilene zu getupfter Piano-Begleitung der Streicher (ohne Bläser) aussingen kann. Diese Dezenz wird auch im folgenden Refrain beibehalten. Statt einer Tutti-Wiederholung des Refrains setzt das 2. Couplet mit einer akkordisch geprägten Orchestergeste (forte, a-moll) ein, um zu dem folgenden C-dur zu führen, in dem das 2. Couplet steht, aber im Charakter dem 1. Couplet entspricht. Auch der abschließende Refrain verzichtet auf die Tutti-Wiederholung, bleibt also genauso zart wie der Refrain in der Mitte. Nach der Kadenz übernimmt erst das Tutti die kurze dreitaktige Coda, alles aber im Piano.
Der Schlusssatz ist der kürzeste (Allegro, D-dur, 6/8). Es ist ein fröhliches Rondo mit Kehraus-Charakter, das mit einem jubelnden Schluss endet. Das Refrainthema ist die Idealform der klassischen Periode mit ihrer Gliederung in zwei Halbsätze und zweitaktigen Phrasen. Die erste Phrase ist der Kern, aus dem das ganze Thema durch Variation weiterentwickelt wird. Diese Technik, deren Anfänge bei Haydn liegen, wird später bei Ludwig van Beethoven und Johannes Brahms extrem gesteigert. Wie im zweiten Satz wird der Refrain dezent im Solo ohne Bläser und Kontrabass im lichten Streichersatz mit parallelen Violinen in der Unterterz vorgestellt und dann vom Tutti wiederholt. Das kurze 1. Couplet beginnt in hoher Lage mit einem neuen Motiv und läuft in schnellen Dreiklangsfiguren aus. Der leicht variierte Refrain (wieder Solo/Tutti) grenzt ein langes 2. Couplet ab, das gespickt ist mit Schwierigkeiten: schnelle Dreiklangbrechungen in hoher Lage, Doppelgriffe, große Sprünge. Für die feinen Ohren ist der 3. Refrain im Solo abermals leicht variiert, während die Wiederholung im Tutti überraschenderweise den Charakter durch Forte und Moll ins Energisch-Dramatische ändert. Dass ein Couplet in Moll steht (wie hier jetzt das dritte), ist nicht unüblich, die Vorwegnahme aber im Tutti ist einer jener Überraschungseffekte, für die Haydn bekannt ist. Das 3. Couplet steigert nochmals die Schwierigkeiten u. a. durch schnelle Oktavdoppelgriffe, die seinerzeit keine Handvoll Cellisten spielen konnte. Raffinierterweise bringt Haydn auch zwei Refrain-Zitate, das erste sogar in parallelen Terzdoppelgriffen. Mit dem letzten Refrain, der dem zweiten entspricht, ist Dur wiederhergestellt. Die Coda bietet zunächst einen effektvollen Dialog zwischen Bläsern (Refrainthema) und Solist (rasante Dreiklangsbrechungen), um dann im Fortissimo-Jubel den Kehraus auf die Spitze zu treiben.

## Besetzung
Violoncello solo, 2 Oboen, 2 Hörner, Streicher (wobei die Solistenstimme nicht einzeln notiert, sondern in den Streichersatz integriert ist, sodass der Solist auch die Tuttipassagen mitspielt, wenn er nicht solistisch gefordert ist.)